# Ужичка гимназия
Ужичката гимназия е един от най-старите просветни центрове на съвременна Сърбия и първият в Ужичкия край.
След получаването на автономия на княжество Сърбия, в бр. 40 на „Сръбски новини“ от 9 септември 1839 г. излиза княжески указ за създаването на Ужичка прогимназия. Първи неин директор от 2 октомври същата година е Милан Миятович. От 1865 г. гимназията става реална, а от учебната 1877/78 г. четиразделна (по образователни степени), а от 26 март 1881 г. с княжески указ – двустепенна. Сградата на съвременната гимназия е издигната в края на 19 век. На 29 юли 1891 г. е положен първия камък на днешната сграда, която е завършена на 7 октомври 1893 г.
По време на двата световни конфликта през 20 век гимназията не функционира, а по време на т.нар. Ужичката република е партизански щаб, а в периода март 1943 г. – октомври 1944 г. и щаб на Двадесет и четвърта пехотна дивизия. През 70-те години на 20 век Ужичката гимназия отваря три филиала в ужичкия край – в Ариле, Иваница и Ужичка Пожега, които прерастват в самостоятелни учебни заведения.